# Devote One`s Love
Devote One`s Love는 S.E.S.의 멤버 슈가 8년 만에 내놓은 솔로음반이다.  4번트랙 With Me는 S.E.S.의 멤버 바다와 유진이 참여해서 화제가 되었다.

## 트랙리스트
1. Intro
2. Sexy Motion
3. 자기밖에
4. With Me (song For S.E.S 슈 With S.E.S 바다, 유진)
5. 자기밖에 (instrumental)